# La Llagosta
La Llagosta este o localitate în Spania în comunitatea Catalonia în provincia Barcelona. În 2006 avea o populație de 13.674 locuitori.
1. ↑  Nomenclátor Geográfico de Municipios y Entidades de Población (20240402 edition)
2. ↑   http://www.llagosta.cat/ajuntament-seu-electronica/ajuntament/consistori/oscar-sierra-gaona-psc.html Lipsește sau este vid: |title= (ajutor)
3. 1 2   http://www.idescat.cat/pub/?id=aec&n=925&t=2016 Lipsește sau este vid: |title= (ajutor)